# شپلاندا
شپلاندا (به سوئدی: Skepplanda) یک منطقهٔ مسکونی در سوئد است که در شهر الی واقع شده‌است. شپلاندا ۱٫۰۴ کیلومتر مربع مساحت و ۱٬۸۰۳ نفر جمعیت دارد.